# Batalha de Tabqa (2017)
A Batalha de Tabqa (2017) foi uma operação, parte da campanha de Raqqa, denominada "Operação Raiva do Eufrates", contra o Estado islâmico do Iraque e o Levante (EIIL) para recuperar e segurar a barragem de Tabqa, a cidade de Tabqa, a base aérea de Tabqa e a zona rural nas redondezas ao EIIL. As forças anti-EIIL eram compostas pelas Forças Democráticas Sírias (FDS) e as milícias curdas, apoiadas pelo exército dos Estados Unidos. O assalto a esses objectivos pelas forças anti-EIIL começou em 22 de março de 2017 e o controlo de Tabqa e a Barragem de Tabqa foram alcançados por essas forças até 10 de maio de 2017.

## Ofensiva

### Assalto à Barragem de Tabqa e à Base Aérea de Tabqa

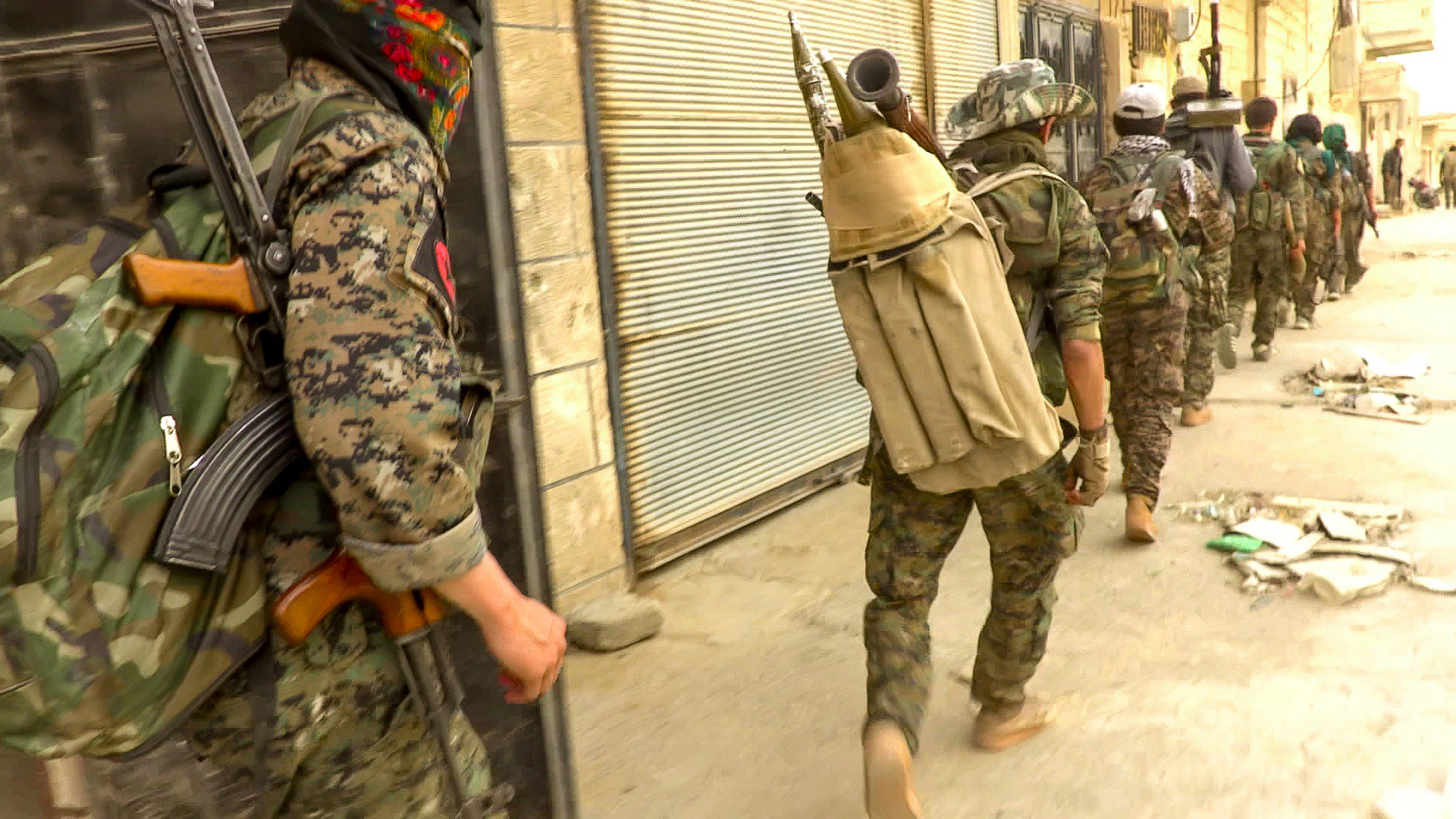
Combatentes curdos avançando.

Em 22 de março, as FDS iniciaram um ataque para capturar a barragem de Tabqa, a cidade de Tabqa e a base aérea de Tabqa. Quinhentos combatentes das FDS e 500 Forças Especiais dos EUA da CJTF-OIR foram transportados por helicópteros dos militares dos Estados Unidos através do rio Eufrates e Lago Assad, e foram deixados na Península de Shurfa, a oeste da cidade de Tabqa. O ataque foi apoiado pelo apoio da artilharia dos fuzileiros navais dos Estados Unidos, bem como através de apoio aéreo. As forças das FDS e dos EUA também pousaram na Ilha de Jazirat al-'Ayd a oeste da barragem de Tabqa, capturando-a também. Um porta-voz da coligação anti-EIIL anunciou que o avanço cortou a estrada que liga as regiões de Aleppo, Deir ez-Zor e Raqqa. Ele acrescentou que cerca de 75 a 80% da força de ataque consistiam em combatentes árabes, sendo o restante curdo. As FDS afirmaram que o avanço também deveria significava bloquear qualquer avanço sobre Raqqa pelo Exército Árabe Sírio vindo do oeste.
A operação foi descrita por um porta-voz do Pentágono, Eric Pahon, como uma grande ofensiva de alta prioridade para garantir a área tanto em Tabqa quanto na barragem de Tabqa. O transporte aéreo de forças por trás das linhas inimigas permitiu às FDS e às forças dos EUA cortar a estrada para Raqqa do oeste. Quatro cidades também foram capturadas como parte do desembarque anfíbio. Segundo os EUA, 80% dos combatentes no transporte aéreo eram árabes e o resto eram curdos do YPG e das YPJ.
Os meios de comunicação ligadas à coligação liderada pelos EUA anunciou que o assalto seria uma operação complexa envolvendo tropas curdas e as FDS, tanto em ataques aéreos quanto anfíbios. Acredita-se que a barragem e a área geral eram defendidas por centenas de combatentes do EIIL, muitos deles lutadores estrangeiros.
Em 24 de março, a porta-voz da FDS, Jihan Sheikh Ahmed, anunciou que chegaram à barragem de Tabqa e estavam lutando contra o ISIL na entrada desta. O assalto à barragem foi liderado pelas FDS, apoiados pelas Forças de Operações Especiais dos Estados Unidos. Também foi relatado que as FDS haviam capturado oito aldeias ao sudoeste da cidade de Tabqa. Amaq, ligado ao EIIL, enquanto isso, afirmou que as FDS se haviam retirado da barragem. Jabhat Thuwar al-Raqqa afirmou online que as FDS haviam capturado a base aérea de Tabqa; no entanto, a Al-Masdar News afirmou que os meios de comunicação das FDS haviam declarado que a reivindicação era completamente fabricada.
Em 26 de março, as FDS capturaram duas aldeias a leste de Tabqa. Também foi relatado que o EIIL estava bombardeando os arredores da barragem de Tabqa com armamento pesado. No mesmo dia, o EIIL alegou que a barragem de Tabqa estava à beira do colapso e que todas as comportas estavam fechadas. Verificou-se que a barragem deixou de estar operacional, que segundo o EIIL era devido ao constantes bombardeamentos da coligação e ataques de artilharia, embora o SOHR declarasse que os motivos reais eram desconhecidos, acrescentando que o EIIL ainda ocupava o prédio principal e as turbinas. No entanto, as FDS negou que tivesse sido atingido a barragem, enquanto RISBS (Raqqa está silenciosamente sendo abatida) afirmou que o EIIL estava informando os civis que fugiam que a barragem estava segura. Além disso, a coligação liderada pelos EUA afirmou que a barragem de Tabqa era estruturalmente sólida e que a barragem não havia sido alvo de ataques aéreos. Eles também declararam que as FDS controlava um vertedouro de emergência na parte norte da barragem, que poderia ser usado em caso de emergência. No mesmo dia, o porta-voz das FDS, Talal Silo, anunciou que as FDS haviam invadido o aeroporto militar de Tabqa e já controlavam 60% da base. Mais tarde, eles anunciaram que tinham capturado completamente a base aérea de Tabqa, após uma batalha de 24 horas. Os combatentes do EIIL estacionados na base aérea de Tabqa, supostamente, retiraram-se para o norte, para a cidade de Tabqa. Além disso, as FDS capturaram duas aldeias perto da base aérea durante o avanço.
Entretanto foi relatado que o EILL reverteu uma ordem de evacuação anterior em Raqqa, afirmando que a barragem estava segura e ordenou que os civis permanecessem na cidade. Um dia depois, porém, as FDS anunciaram que pararam temporariamente a sua ofensiva pela barragem. Mais tarde, uma porta-voz das FDS anunciaram que os engenheiros que tinham sido autorizados a verificar a barragem e suas operações não achavam que a barragem estava danificada ou que funcionava mal. Em 28 de março, o EIIL reforçou-se com mais de 900 combatentes no distrito de Tabqa, na tentativa de parar os avanços das FDS.

### Cerco à Cidade de Tabqa

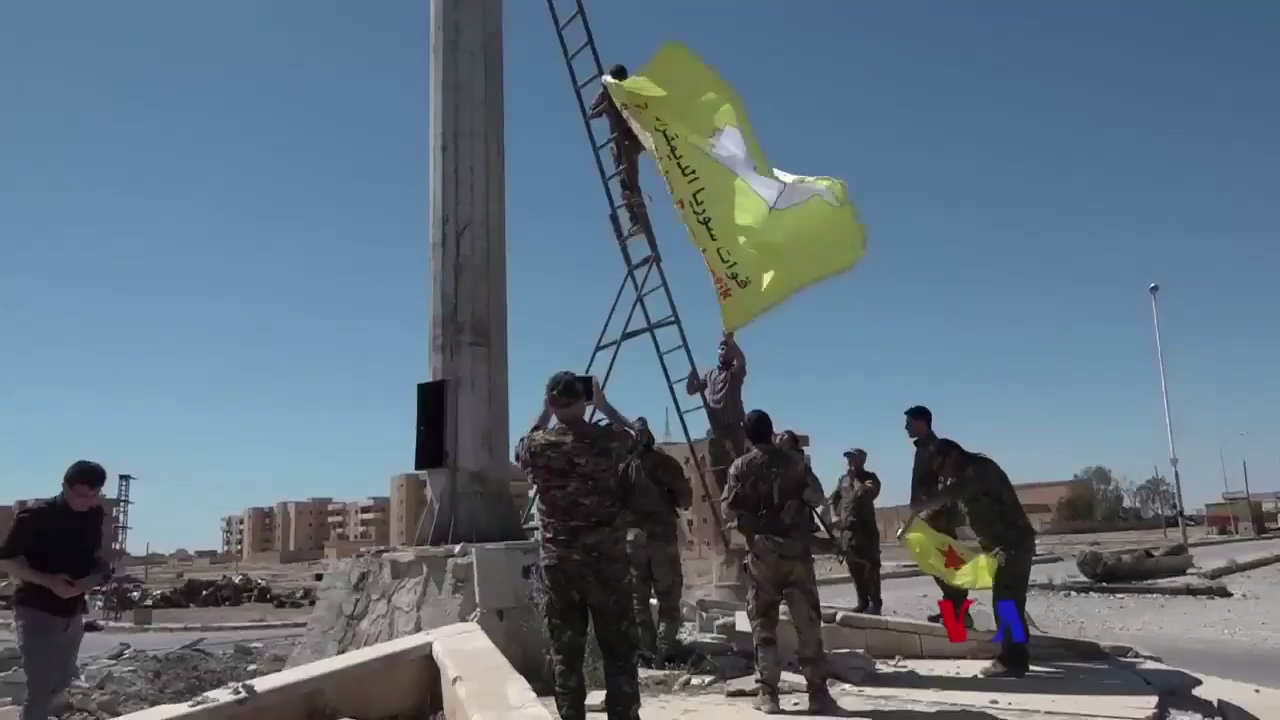
Combatentes das Forças Democráticas Sírias erguem a bandeira do grupo em Tabqa.

Em 29 de março, as FDS cortaram a estrada entre a cidade de Tabqa e Raqqa. As FDS afirmaram que o EIIL tinha bombardeado a barragem de Tabqa durante o dia, fazendo com que o trabalho de reparação fosse parado temporariamente. Em 31 de março, forças das FDS atacaram a cidade de Al-Safsafah, a leste de Tabqa, ficando próxima de cercar a cidade.
As FDS e alguns activistas declararam no dia 2 de abril que haviam derrotado um grande contra-ataque do EIIL a nordeste da cidade de Tabqa, perto da barragem de Tabqa e perto da base aérea de Tabqa. As FDS também continuaram a avançar nas aldeias a leste da cidade de Tabqa. No mesmo dia, foi relatado que as FDS sitiaram completamente a cidade de Tabqa, com activistas curdos afirmando que duas unidades das FDS se ligavam a leste da cidade. O SOHR, no entanto, afirmou que as FDS ainda estavam tentando sitiar a cidade. Os combatentes das FDS continuaram lutando por Safsafah e Ibad, no dia seguinte, para cercar completamente Tabqa. Em 3 de abril, foi relatado que o EIIL estava possivelmente no processo de mover a sua capital da cidade de Raqqa para Mayadin, na região de Deir ez-Zor. Isso seguiu meses de deslocalização gradual dos recursos e líderes seniores do EIIL de Raqqa para Mayadin. As FDS entraram e sitiaram Safsafah em 5 de abril, e também sitiou a cidade de Tabqa enquanto afirmava que também havia assumido o controlo de uma parte importante de Safsafah. A localidade foi capturada no dia seguinte, resultando no cerco total de Tabqa por parte das FDS.
As FDS capturaram a aldeia de Ibad, a leste de Safsafah, no dia 9 de abril, ampliando ainda mais o seu controlo na região leste de Tabqa, enquanto mais de 25 combatentes do EIIL foram mortos nos confrontos. O EIIL também lançou contra-ataques mal-sucedidos em Safsafah, enquanto também atacava a base aérea de Tabqa. As SDF capturaram outra aldeia perto de Tabqa no dia seguinte.
Em 11 de abril, a Coligação liderada pelos EUA informou que as FDS capturaram 60% da barragem de Tabqa e que eles estavam "muito perto" de conquistar a barragem. Em 13 de abril, o exército dos Estados Unidos declarou que a CJTF-OIR havia bombardeado uma posição de combate das FDS perto de Tabqa, que foi mal identificada como pertencente ao EIIL. O exército acrescentou que os ataques aéreos resultaram em 18 combatentes das FDS mortos.

### Batalha pela cidade de Tabqa
Em 15 de abril, as FDS avançaram "centenas de metros" em Tabqa, e os combates chegaram a dois subúrbios da cidade. Mais tarde, no mesmo dia, as FDS entraram na cidade de Tabqa pelo leste e oeste, capturando todo o subúrbio de Alexandria, no sul de Tabqa, trazendo 15% da cidade sob controlo das FDS. Em 17 de abril, as FDS continuaram a avançar na cidade, passando a controlar 20% de Tabqa. Também a 17 de abril de 2017, foi anunciado que 200 combatentes do Conselho Militar de Manbij participariam nesta parte da batalha, com um total de 350 combatentes. Em 18 de abril, as FDS capturaram a estação de rádio do EIIL na cidade. Nos dias seguintes, as FDS decidiram acelerar as operações em Tabqa e, até 22 de abril, conseguiram conquistar um quarto da cidade.
As FDS avançaram novamente na cidade de Tabqa em 30 de abril, e afirmaram que haviam capturado mais seis distritos e que o EIIL controlava apenas a parte norte da cidade perto da barragem de Tabqa. O SOHR declarou que as FDS controlavam pelo menos 40% da cidade, incluindo mais da metade da área da Cidade Velha. Mais tarde, no mesmo dia, foi relatado que as FDS haviam capturado pelo menos 60% da cidade. No dia seguinte, as FDS afirmaram que haviam capturado completamente a área da Cidade Velha, deixando o EIIL no controlo de apenas as áreas mais novas da cidade ao lado da barragem. O SOHR declarou que controlavam cerca de 80% da cidade.
Em 2 de maio, as FDS afirmaram terem capturado cerca de 90% da cidade, enquanto emergiam notícias sobre entre combatentes curdos e EIIL para permitir que o último se retirasse das áreas restantes sob seu controlo. Até 3 de maio, as FDS haviam quase capturado toda a cidade, excepto em uma pequena área do norte e um distrito perto da barragem. O EIIL também realizou contra-ataques na cidade e nos arredores de Tabqa. Mais tarde, informou-se que um acordo foi alcançado para permitir que os demais combatentes do EIIL se retirassem da cidade, bem como da barragem. As FDS e seus comandantes, no entanto, negaram que algum acordo tenha sido alcançado, acrescentando que os confrontos ainda estavam em andamento contra o EIIL numa aldeia perto de Tabqa e nos três distritos no norte da cidade, incluindo alguns militantes que estavam escondidos entre civis.

### Fim da batalha e vitória total para as FDS
Até 10 de maio, ainda havia dois redutos do EIIL na área de Tabqa. De um lado, 14 combatentes africanos, chechenos e franceses do EIIL, membros das unidades de Elite Ingimassayeen, ainda ocupavam a sala de controlo, as comportas e vários túneis dentro da barragem de Tabqa. Mesmo que fossem deixados sem luz ou ar fresco, pois as FDS tinham desligado toda a electricidade para a barragem, e sem meios para se comunicar com seus aliados porque a coligação interferia nas suas frequências de rádio, esses combatentes do EIIL resistiram às várias tentativas nas últimas semanas para serem expulsos. O segundo, maior reduto foi na cidade de Tabqa, onde cerca de 50 militantes do EIIL ainda defendiam vários apartamentos fortemente protegidos. Em 10 de maio, no entanto, esta última resistência foi finalmente quebrada, quando os restantes combatentes do EIIL se renderam ou fugiram. De acordo com o Comando Central dos Estados Unidos, os militantes aderiram ao pedido das FDS de desmantelar os IEDs que cercavam a barragem. A coligação anti-EIIL afirmou que perseguiu os militantes que fugiram e atacaram os que poderiam ser mortos sem prejudicar civis. Às 16h00 daquele dia, o comandante das FDS, Rojda Felat, declarou que a Barragem de Tabqa estava completamente controlada pelas FDS. As FDS realizaram uma operação de limpeza após a captura e procurou capturar e destruir algum reduto do EIIL, além de realizar operações de desminagem.